# 塔拉拉
塔拉拉是秘魯的城市，位於該國西北部，由皮烏拉地區負責管轄，距離首都利馬1,135公里，海拔高度11米，每年平均降雨量38毫米，2007年人口101,674。

## 外部連結
- Municipalidad de Talara （页面存档备份，存于）
- Talara

4°34′47.65″S 81°16′18.76″W / 4.5799028°S 81.2718778°W